# Hugh Peery

Zawodnik Pittsburgh Panthers

Robert Hugh Peery (ur. 7 listopada 1931 w Stillwater, zm. 10 stycznia 2015 w Pittsburghu) – amerykański zapaśnik walczący w stylu wolnym. Olimpijczyk z Helsinek 1952, gdzie zajął siódme miejsce w kategorii do 52 kg.
Złoty medalista igrzysk panamerykańskich w 1951 roku.
Zawodnik Central High School w Tulsa i University of Pittsburgh. Trzy razy All-American w NCAA Division I (1952–1954). Pierwszy w 1952, 1953 i 1954 roku.

## Letnie Igrzyska Olimpijskie 1952
| Konkurencja      | Rundy eliminacyjne       | Rundy eliminacyjne     | Rundy eliminacyjne      | Klas. końcowa |
| Konkurencja      | Przeciwnik I             | Przeciwnik II          | Przeciwnik III          | Miejsce       |
| ---------------- | ------------------------ | ---------------------- | ----------------------- | ------------- |
| 52 kg styl wolny | Muhammad al-Ward (EGY) Z | Rolf Johansson (SWE) Z | Georgij Sajadow (URS) P | 7.            |